# Eksabit
Eksabit – jednostka informacji, w skrócie Eb lub Ebit.
1 Ebit = 1018 = 1 000 000 000 000 000 000 bitów.
Przykładowe przeliczenia na inne jednostki:
1 Eb = 1000 Pb
1000 Eb = 1 Zb
Zwykle jednak:
1 Eb = 1024 Pb
8 Eb = 8192 Pb  = 1024 PB
ponieważ IEC 60027-2 jest tylko propozycją, a nie standardem, natomiast już od zarania informatyki w tej dziedzinie nauki wykorzystywane są przedrostki dziesiętne w znaczeniu przedrostków binarnych.
Binarnym odpowiednikiem eksabitu jest eksbibit, równy 260 = 10246 bitów.